# شهرستان مونرو (میشیگان)
شهرستان مونرو، میشیگان (به انگلیسی: Monroe County, Michigan) یک سکونتگاه مسکونی در ایالات متحده آمریکا است که در میشیگان واقع شده‌است.